# Zehengänger

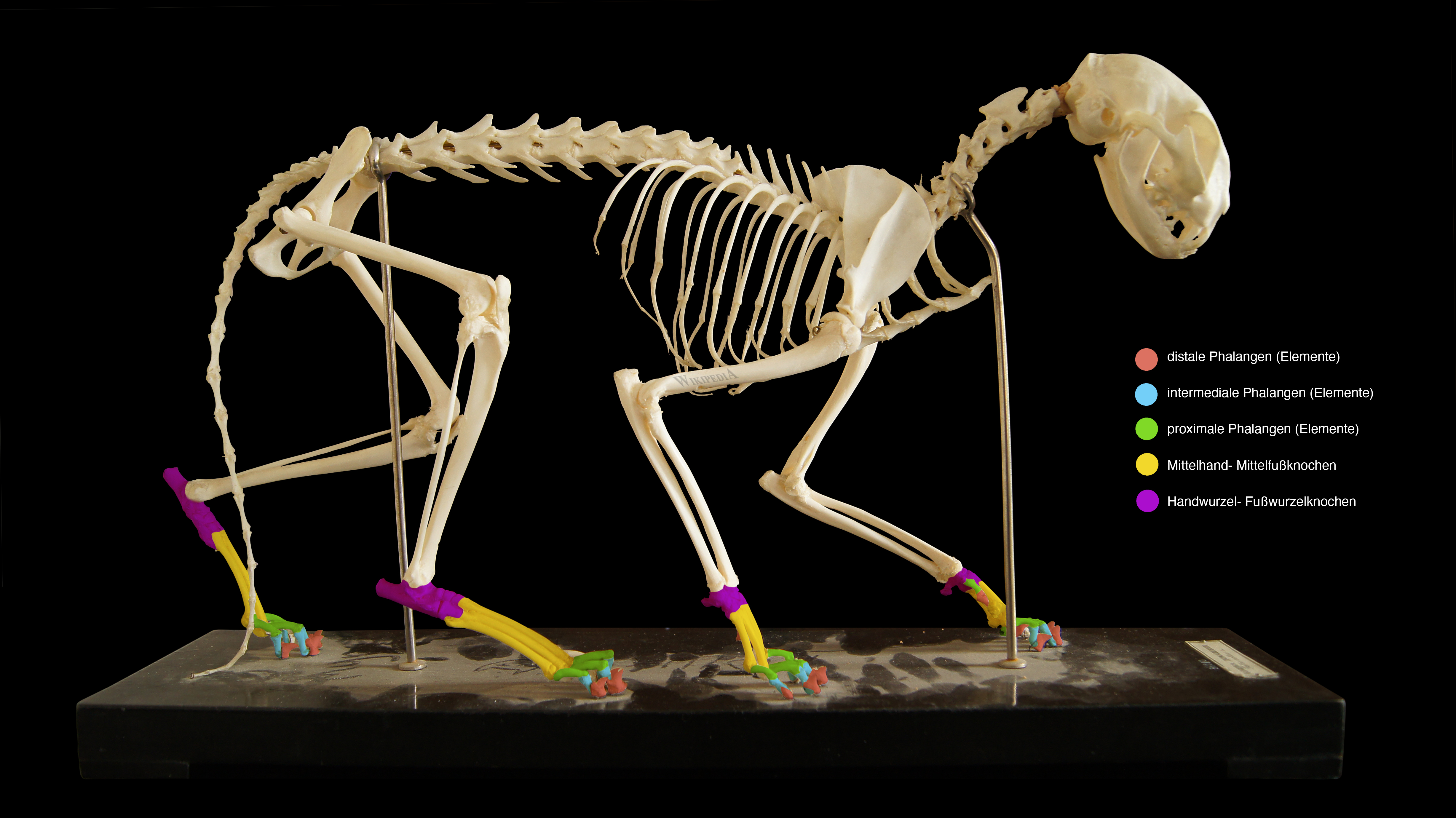
Skelettpräparat einer Hauskatze in natürlicher Haltung. Man beachte die angehobenen, als Teil des Armes bzw. Beines fungierenden proximalen Elemente der anatomischen Hand bzw. des anatomischen Fußes.

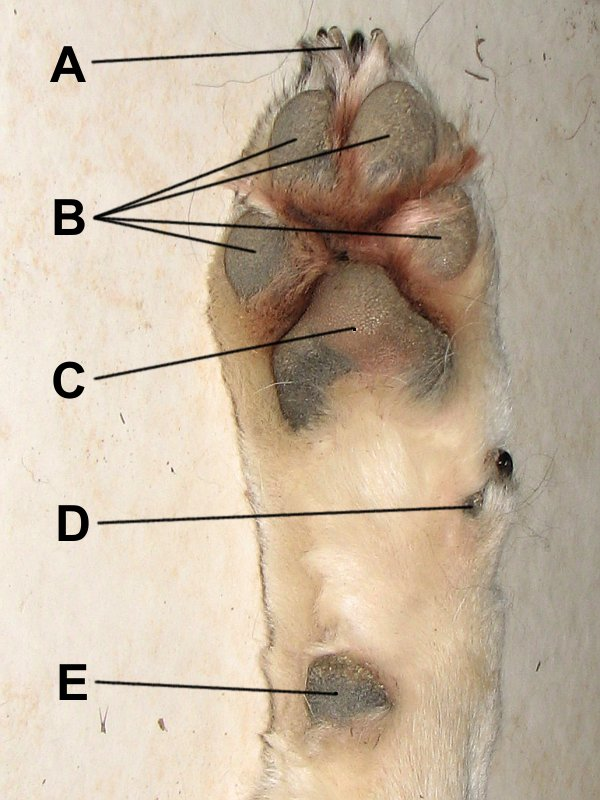
Sohle der rechten Hand eines Haushundes. Haarlos und verhornt sind nur die bei der Fortbewegung gewichtstragenden Finger sowie ferner der Bereich der Handwurzel (Handwurzelballen, E). Die Fingerballen (B) polstern die distalen Fingerglieder und der Handballen (C) polstert die proximalen Fingerglieder und den Übergang zur Mittelhand.

Zehengänger sind Landwirbeltiere, die bei der Fortbewegung nur über das Akropodium (Finger bzw. Zehen) den Boden berühren. Diese Art der Fortbewegung wird auch digitigrade Gangart (von lat. digitus „Finger“, gradi „gehen“) oder Digitigradie genannt.
Verwirklicht wird sie, indem das mehr oder weniger stark verlängerte Metapodium (Mittelhand bzw. Mittelfuß) als Verlängerung des Armes bzw. Beines fungiert und das Hand- bzw. Fußgelenk die Rolle eines zweiten Ellenbogen- bzw. Kniegelenks einnimmt, oder anders formuliert: die proximalen Elemente der anatomischen Hand bzw. des anatomischen Fußes sind die distalen Elemente des funktionalen Armes bzw. funktionalen Beines. Bekannte Beispiele für Zehengänger sind Hunde, Katzen, Vögel sowie die ausgestorbenen Nicht-Vogel-Theropoden (siehe auch → Arctometatarsus). Im Gegensatz zu den Säugetieren ist die Digitigradie der Theropoden und Vögel aufgrund ihrer obligaten Bipedie auf die hinteren Extremitäten beschränkt.
Tiere mit digitigrader Gangart sind meist gute und schnelle Läufer, nicht zuletzt weil infolge der Verlängerung des funktionalen Armes bzw. Beines die Schrittlänge relativ groß ist, sodass mit jedem Schritt eine relativ lange Strecke zurückgelegt werden kann. Mit dem Gepard stellen die Zehengänger das schnellste Landwirbeltier der Erde.
Anders als bei Zehengängern berührt bei Spitzengängern nur das letzte Finger- bzw. Zehenglied, bei Sohlengängern die ganze Hand bzw. der ganze Fuß den Boden.